# Witherita
La witherita és un mineral de la classe dels carbonats, i dins d'aquesta pertany al grup de l'aragonita. Va ser descoberta l'any 1789 al districte d'Eden (Anglaterra), i rep el seu nom del naturalista anglès William Withering (1741-1799).

## Característiques
És un carbonat anhidre de bari, sense anions addicionals. A més dels elements de la seva fórmula, BaCO₃, sol portar com impureses: calci i estronci. És l'anàleg amb bari de l'estroncianita (SrCO₃). Cristal·litza en el sistema cristal·lí ortoròmbic, però sota pressió de CO₂ s'inverteix a hexagonal, patint una transformació a isomètric si és escalfada. L'hàbit dels cristalls és universalment maclat, formant bipiràmides pseudohexagonals; també prismàtic curt o tabular a lenticular amb una base convexa. El bari és tòxic si és ingerit, però la manipulació de la whiterita no ha de donar cap problema sempre que s'eviti inhalar la seva pols, i cal rentar-se les mans després de manipular-la.
Segons la classificació de Nickel-Strunz, la witherita pertany a «05.AB: Carbonats sense anions addicionals, sense H₂O, alcalinoterris (i altres M2+)» juntament amb els següents minerals: calcita, gaspeita, magnesita, otavita, rodocrosita, siderita, smithsonita, esferocobaltita, ankerita, dolomita, kutnohorita, minrecordita, aragonita, cerussita, estroncianita, vaterita, huntita, norsethita, alstonita, olekminskita, paralstonita, baritocalcita, carbocernaita, benstonita i juangodoyita.

## Formació i jaciments
S'ha trobat en jaciments en filons hidrotermals de baixa temperatura, on és un component minoritari producte de l'alteració de la barita. També es pot originar en sediments anòxics a partir de bari subministrat per activitat volcànica. Molt poques vegades s'ha trobat en jaciments de carbó. Sol trobar-se associada a altres minerals com: barita, fluorita, calcita o galena.